# NGC 2154
NGC 2154 (другое обозначение — ESO 86-SC42) — рассеянное скопление в созвездии Золотой Рыбы, расположенное в Большом Магеллановом Облаке. Открыто Джоном Гершелем в 1834 году.
NGC 2154 проявляет морфологические параметры шарового скопления, но в среднем звёздное население в нём сравнительно молодо. История звездообразования в этом скопления довольно сложна: насчитывается несколько вспышек звездообразования, которые проходили 100—200 миллионов лет назад, 400 миллионов лет назад, 1—2 миллиарда лет назад, 6 миллиардов лет назад и 10 миллиардов лет назад.
Этот объект входит в число перечисленных в оригинальной редакции «Нового общего каталога».